# Biturídeos
os biturídeos (Byturidae) são uma família muito pequena de besouros, na subordem Polyphaga, compreendendo menos de 20 espécies em todo o mundo. As larvas de algumas espécies se desenvolvem em frutos. Byturus unicolor afeta espécies de Rubus e Geum.
Existem duas subfamílias: Platydascillinae e Byturinae. A distribuição de Byturinae é holártica. Espécies de Platydascillinae são encontradas no sudeste da Ásia.

## Classificação
As subfamílias e os gêneros são os seguintes:
- Subfamily  Byturinae
  - Genus Byturodes
    - Byturodes grahami Barber, 1942

  - Genus Byturus
    - Byturus affinis Reitter, 1874
    - Byturus ochraceus (Scriba, 1791)
    - Byturus tomentosus (De Geer, 1774)
    - Byturus unicolor Say, 1823
    - Byturus wittmeri Sen Gupta

  - Genus Xerasia
    - Xerasia grisescens (Jayne, 1882)
    - Xerasia meschniggi (Reitter, 1905)
    - Xerasia punica Goodrich & Springer
    - Xerasia variegata Lewis, 1895
- Subfamily Platydascillinae
  - Genus Bispinatus
    - Bispinatus capillatus Springer & Goodrich, 1995
    - Bispinatus vietnamensis Springer & Goodrich, 1994

  - Genus Dascillocyphon
    - Dascillocyphon minor Everts, 1909

  - Genus Platydascillus
    - Platydascillus sumatranus Everts, 1909

  - Genus Remigera
    - Remigera securiformis Springer & Goodrich, 1994
    - Remigera spatulata Springer & Goodrich, 1994